# Jelgava slott
Jelgava slott (lettiska: Jelgavas pils), äldre namn Mitava slott eller Mitau slott, är ett barockslott vid staden Jelgava (äldre namn Mitau, därav namnen på slottet), i Lettland. Slottet uppfördes av Bartolomeo Rastrelli och Severin Jensen 1763–1772 som residens åt hertigarna av Kurland. Rastrelli var Rysslands hovarkitekt och har bland annat ritat både sommar- (Peterhof) och vinterpalatsen i St Petersburg och slottet Rundale i södra Lettland.

## Historik
Slottet grundades år 1738 av Ernst Johann von Biron på en ö vid Lielupefloden på den plats där det tidigare hertigresidenset, ursprungligen en medeltida träborg åt Tyska orden, hade legat. Byggandet avbröts dock 1740, och återupptogs inte förrän 1763. Slottet stod klart år 1772, och det kurländska hovet bodde sedan här fram till avskaffandet av hertigdömet Kurland år 1795. År 1779 var Alessandro Cagliostro gäst här. 
Mellan 1797 och 1801 levde det franska exilhovet här med sin titulärmonark, den framtida Ludvig XVIII av Frankrike, och år 1799 hölls här bröllopet mellan Marie Therese av Frankrike och Ludvig Anton, hertig av Angoulême. Sedan användes slottet som sjukhus för sårade Napoleonsoldater 1812.
Slottet skadades av brand år 1918, då det plundrades av retirerande vita styrkor under Paul Bermondt-Avalov. Det skadades återigen vid slutstriderna under andra världskriget 1944. Exteriören renoverades 1956–1964. Sedan sovjettiden har byggnaden fungerat som lokaler åt Lettlands lantbruksuniversitet. Där finns 5000 studenter.
Slottet är byggt i en fyrkant med innergård och rummen täcker en yta av 2,2 hektar. Det är det största barockslottet i Baltikum. Ägorna omfattar flera hektar mark varav en del idag används för vildhästar. Slottet anses inte vara ett av Rastrellis bättre verk. 
Historiska sevärdheter inkluderar gravvalvet i den sydöstra källaren, där alla hertigar av Kurland från 1569 till 1791 ligger begravda, 30 stycken. Det finns även ett museum.

## Bildgalleri

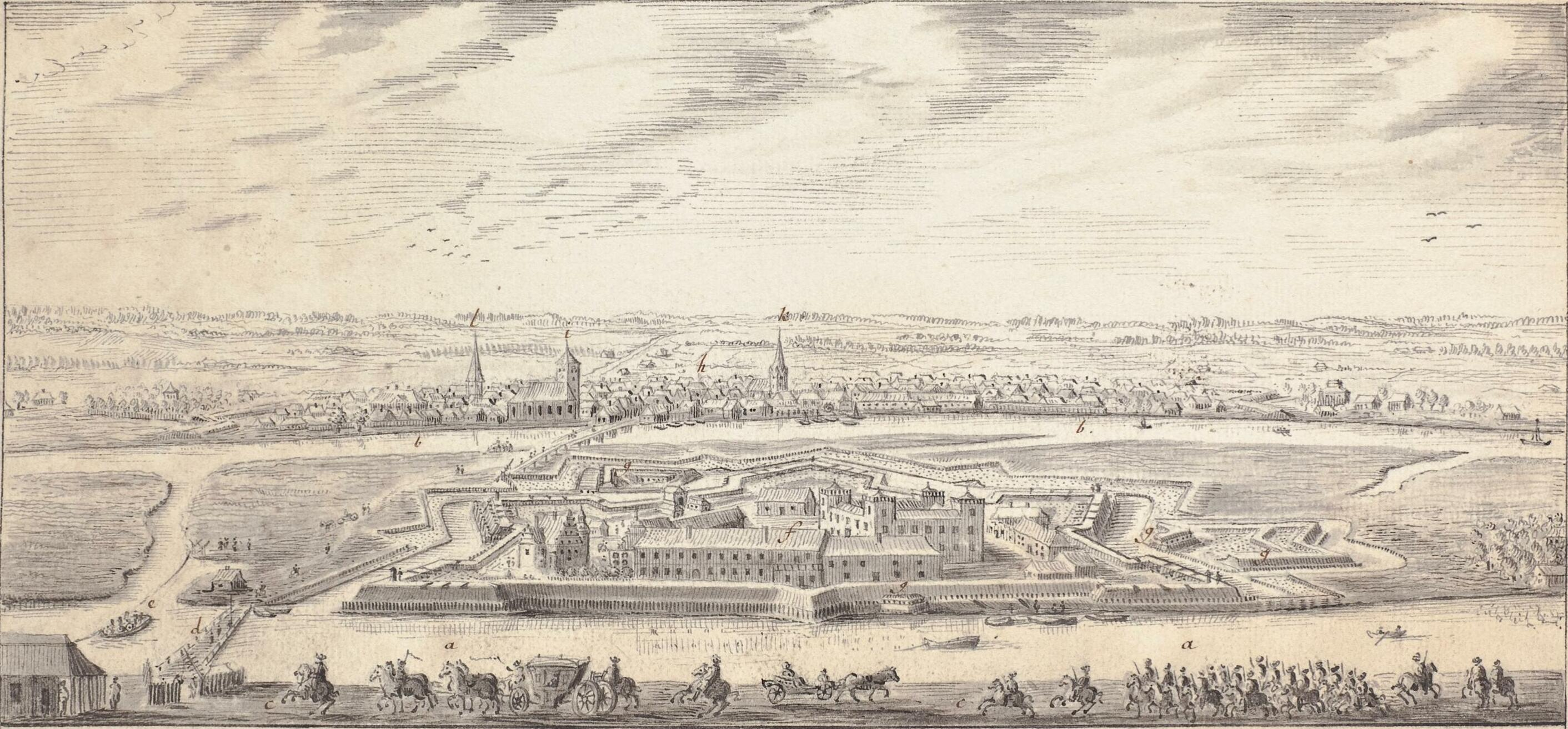
Anteckning om Krigshändelserna i Kurland uti Kon. Karl XIIs tid, under GeneralMajoren C.M. Stuart, af Er. Dahlberg. Bilden visar slottets föregångare.
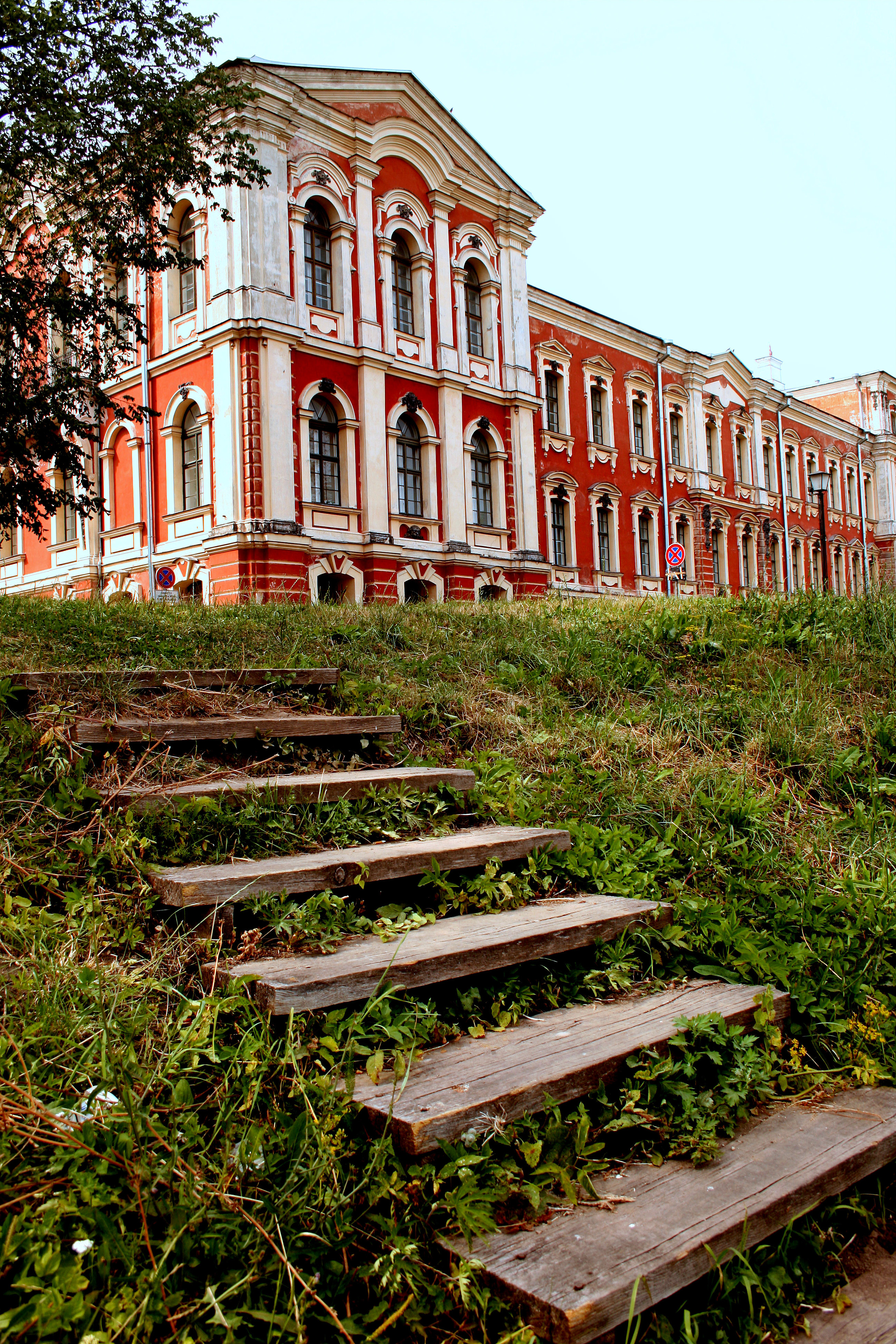
Jelgava slott
Korridor.
Salong.
Gyllene salen.
Gyllene salen som klassrum.
Restaurerat rum.